# Carver Mead

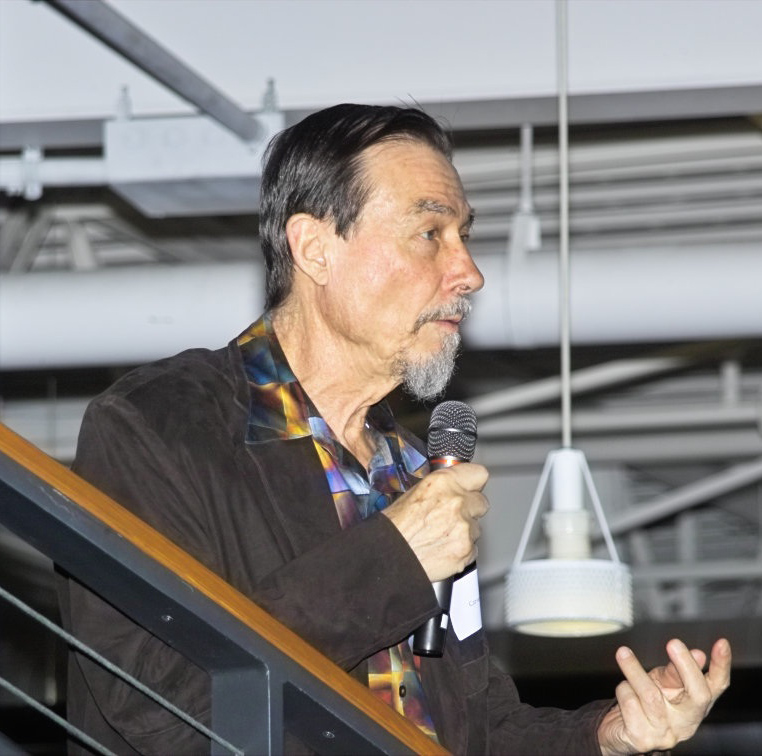
Carver Mead.

Carver Andress Mead (* 1. Mai 1934 in Bakersfield, Kalifornien) ist ein US-amerikanischer Elektrotechniker und Pionier der modernen Mikroelektronik.

## Leben
Er ist der „Gordon-and-Betty-Moore-Professor-Emeritus“ des California Institute of Technology, an dem er für mehr als 40 Jahre gelehrt hat. Zuvor hatte er hier bereits Elektrotechnik studiert und den Bachelor-of-Science- (1956), den Master-of-Science- (1957) sowie den Doktortitel (1960) erlangt.
Carver Mead veröffentlichte 1980 zusammen mit Lynn Conway das vielgelesene Buch Introduction to VLSI systems. Dieses Buch war sehr wichtig für den Durchbruch der weltweit sich rasch ausbreitenden Mikrochip-Entwurfs-Revolution, die unter Loslösung von der Mikroelektronik-Technologie-Szene die Mikroelektronik-Entwurfsmethoden als eigenständige Wissenschaft begründete und zur Entstehung der Industrie für Werkzeuge (Software) zur Elektronik-Entwurfs-Automatisierung führte.
Carver Mead entwickelte 1966 den ersten Galliumarsenid-MESFET-Transistor, heute eine Hauptstütze der drahtlosen Elektronik. Als Erster sagte er die unterste Verlustleistungs-Grenze der Größe von Transistoren voraus unter Einführung des Begriffs der Skalierbarkeit auf dem Wege zur submicron technology. Als Erster prophezeite er Millionen von Transistoren auf einem einzigen Mikrochip und entwickelte die erste Methodologie zur Entwicklung sehr großer, hochkomplexer integrierter Schaltungen. Er lehrte weltweit den ersten VLSI-Entwurfs-Lehrgang. Er schuf den ersten Silicon Compiler.
Er entwickelte die Methodologie Collective Electrodynamics und ist auch Pionier der Anwendung von floating gate Transistoren zur nicht-flüchtigen Speicherung bei neuronalen Netzen und anderen Analog-Schaltungen. Zusammen mit Professor John Hopfield und Nobelpreisträger Richard Feynman studierte er, wie Tier-Gehirne „rechnen“ (englisch compute). Dieses Trio katalysierte drei Gebiete: Neuronale Netze, Neuromorphic Engineering und Physik der Computer. In den späten 1980er-Jahren entwickelte seine Doktorandin  Misha Mahowald die Silikon-Retina, indem sie analoge elektrische Schaltkreise verwendete, um die biologischen Funktionen von Stäbchenzellen, Zapfenzellen und anderen erregbaren Zellen in der Retina nachzuahmen. Ab 2001 galt diese Arbeit als „bisher bester Versuch“, ein stereoskopisches Sehsystem zu entwickeln. In Anlehnung an Karl Steinbuchs Lernmatrix schuf Mead die erste Silizium-Retina und Mikrochips, die aus Erfahrung lernen können und gründete hier die ersten Firmen zur Anwendung dieser Technologien, wie Synaptics, und Foveon, Inc. zur Entwicklung von bildverarbeitenden CMOS-Sensoren, beispielsweise für Digitalkameras. Wichtig ist hier auch sein Buch Analog VLSI and Neural Systems von 1989.
Carver Mead wird zugerechnet, den Begriff Moore’s Law geprägt zu haben für Gordon Moores 1965 veröffentlichte Prognose über die Wachstumsrate der Zahl der Transistoren, die auf eine integrierte Schaltung passen.
2008 wurde das von ihm gegründete Unternehmen Foveon Inc. an das japanische Unternehmen Sigma verkauft.

## Firmengründungen
- Actel
- Foveon
- Impinj[3]
- Silicon Compilers
- Sonic Innovations
- Synaptics[4]

## Trivia
Carver Mead besitzt eine umfangreiche Sammlung von Hochspannungsisolatoren aus Glas.

## Ehrungen
- 1981 das Magazin Electronics ehrt Carver Mead und Lynn Conway mit dem jährlichen Award for Achievement.[5]
- 1989 Mitglied der US National Academy of Sciences
- 1991 Mitglied der American Academy of Arts and Sciences
- 1996 Phil Kaufman Award „für seinen Einfluss auf die Electronic-Design-Industrie“.
- 1996 John-von-Neumann-Medaille
- 1999 Lemelson-MIT Prize
- 2001 Dickson Prize in Science
- 2002 National Medal of Technology
- 2002 Computer History Museum Fellow Award, „für seine Pionierleistungen in Automatisierung, Methodologie und Lehre des integrierten Schaltkreisdesigns“.
- 2009 National Inventor’s Hall of Fame[6]
- 2011 BBVA Foundation Frontiers of Knowledge Award („Information and Communication Technologies“)[7]
- 2022 Kyoto-Preis[8]